# Campaign for Real Ale

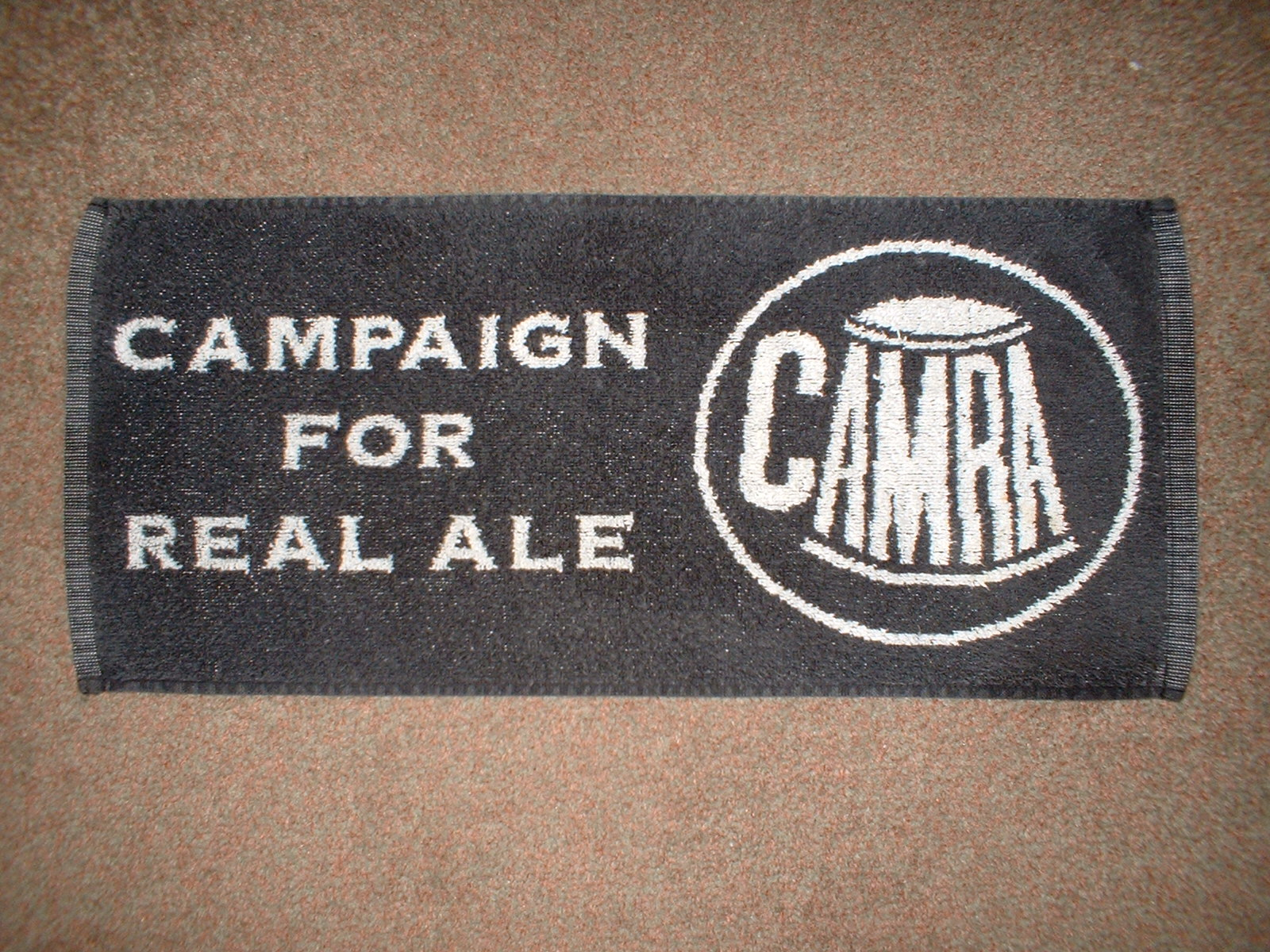
CAMRA Logo auf einem Bartuch

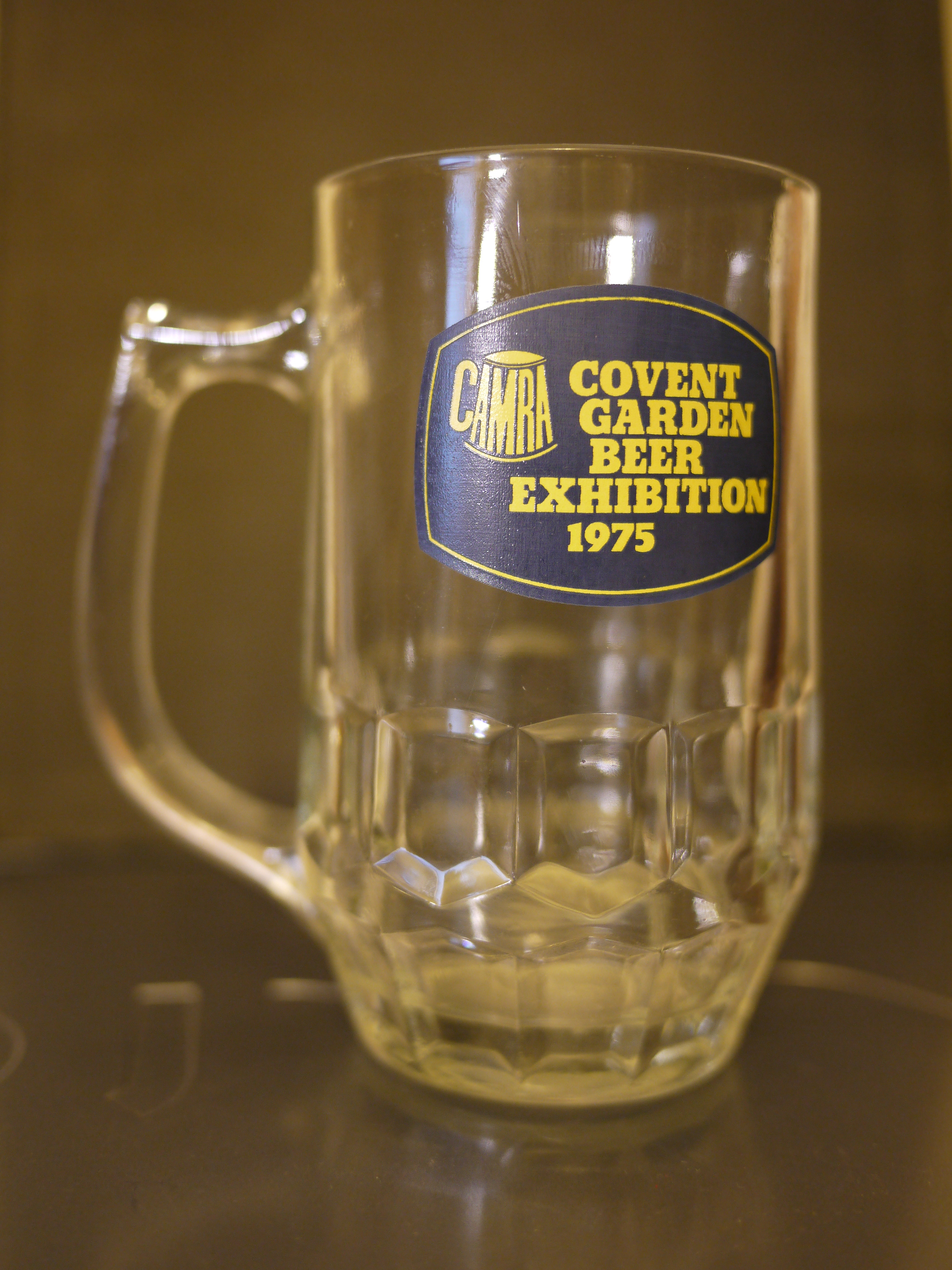
9.–13. September 1975 - Erstes "National CAMRA Beer Festival" im Covent Garden in London.

Die Campaign for Real Ale (engl., Kampagne für Real Ale, abgekürzt CAMRA) ist ein Interessenverband der Freunde traditioneller britischer Biere und Pubs.
CAMRA wurde 1971 gegründet, um dem zunehmenden Qualitätsverlust britischer Biere durch hochindustrialisierte Herstellungs- und Verkaufstechniken Einhalt zu gebieten. Die Organisation betreibt mit ihren inzwischen über 150.000 Mitgliedern aktive Promotion für traditionell gebraute und gezapfte Biere (aber auch Ciders und Perries) sowie althergebrachte Pubkultur. Sie gibt unter anderem den Good Beer Guide (auch für Deutschland erhältlich) heraus und organisiert Bierfeste im Vereinigten Königreich. Auf ihrer Website findet der Bierinteressierte detaillierte Informationen zu in Großbritannien erhältlichen Biersorten und zur Pubkultur. Unter "real ale" versteht CAMRA ein nicht pasteurisiertes, nicht mit Kohlensäure versetztes (bzw. ohne CO2 Zusatz gezapftes) Fass- oder Flaschenbier ohne Zusatz künstlicher Aroma- oder Konservierungsstoffe.
CAMRA gibt die monatlich erscheinende Zeitung What’s Brewing und das vierteljährliche Magazin BEER heraus. Ein bekanntes Mitglied ist der ehemalige britische Justizminister Kenneth Clarke.
Ortsvereine oder Mitglieder von CAMRA gibt es außerhalb Großbritanniens in Argentinien, Australien, Belgien, Dänemark, Deutschland, Kenia, Südafrika, in der Schweiz und in den USA.
Der Vereinssitz befindet sich in St Albans, Hertfordshire, England. Zu den regelmäßigen Publikationen gehört der Good Beer Guide. CAMRA ist Gründungsmitglied der European Beer Consumers Union (EBCU).